# Прапор Баранівського району
Пра́пор Бара́нівського райо́ну затверджений рішенням Баранівської районної ради.

## Опис прапора
Прямокутне полотнище зі співвідношенням сторін 2:3, розділене червоним клином із синьою облямівкою від древка до середини вільного краю на жовте і зелене поля. На вільних краях прапор має тонку жовту облямівку.